# Società Sportiva Cosmos 2009-2010
Questa voce raccoglie le informazioni riguardanti la Società Sportiva Cosmos nelle competizioni ufficiali della stagione 2009-2010. 

## Rosa
| N. |                       | Ruolo | Calciatore               |
| -- | --------------------- | ----- | ------------------------ |
|    | San Marino (bandiera) | P     | Andrea Sanchi            |
|    | San Marino (bandiera) | P     | Andrea Michelotti        |
|    | San Marino (bandiera) | D     | Alessandro Bevitori      |
|    | San Marino (bandiera) | D     | Andrea Busignani         |
|    | San Marino (bandiera) | D     | Mirko Gabrielli - bomber |
|    | San Marino (bandiera) | D     | Manuel Molinari          |
|    | San Marino (bandiera) | D     | Dalibor Riccardi         |
|    | Italia (bandiera)     | C     | Andrea Manuzzi           |
|    | San Marino (bandiera) | C     | Cristian Sensoli         |
|    | San Marino (bandiera) | C     | Simone Albani            |

| N. |                       | Ruolo | Calciatore            |
| -- | --------------------- | ----- | --------------------- |
|    | San Marino (bandiera) | C     | Pier Paolo Donati     |
|    | Italia (bandiera)     | C     | Nicola Innocentin     |
|    | Italia (bandiera)     | C     | Alessandro Baldiserra |
|    | San Marino (bandiera) | C     | Davide Vagnetti       |
|    | San Marino (bandiera) | C     | Alan Mularoni         |
|    | San Marino (bandiera) | C     | Marco Semprini        |
|    | Italia (bandiera)     | C     | Giacomo Pagnoni       |
|    | San Marino (bandiera) | C     | Matteo Albani         |
|    | San Marino (bandiera) | A     | Luca Sensoli          |
|    | San Marino (bandiera) | A     | Luca Fantini          |
|    | Italia (bandiera)     | A     | Gerry Maggiore        |
|    | San Marino (bandiera) | A     | Paolo Montagna        |
|    | San Marino (bandiera) | A     | Nicola Mina           |
|    | Egitto (bandiera)     | P     | Yasser Ghoneim        |